# Hockeria epimactis
Hockeria epimactis är en stekelart som beskrevs av Mao-Ling Sheng 1990. Hockeria epimactis ingår i släktet Hockeria och familjen bredlårsteklar. Inga underarter finns listade i Catalogue of Life.